# Tokugawa Yoshimune

Tokugawa Yoshimune, Druck aus dem 18. Jh.

Tokugawa Yoshimune (Japanisch 徳川 吉宗; geboren 27. November 1684; gestorben 12. Juli 1751) war von 1705 bis 1716 der Daimyō des Kishū-han und von 1716 bis 1745 der achte Shōgun der Tokugawa-Dynastie.

## Leben und Wirken

### Frühe Jahre
Tokugawa Yoshimune war der vierte Sohn von Tokugawa Mitsusada (徳川 光貞; 1627–1705), dem zweiten Herrn der Kishū-Domäne. Sein Kindheitsname war Genroku (源六), dann hieß er zunächst Yorikata (頼方). Im Jahr 1697 erhielt er ein Einkommen von 30.000 Koku mit einem Gebiet in der Provinz Echizen. Im Jahr 1705 starben seine älteren Brüder nacheinander, so dass er die Herrschaft über die Kishū-Domäne erbte und seinen Namen in Yoshimune änderte. Er unternahm Anstrengungen, die Verwaltung der Domäne zu reformieren. Verschiedene Maßnahmen wie die Durchsetzung von Genügsamkeit, die Unterdrückung von Samurai und die Haushaltskonsolidierung können als Prototyp für spätere Reformen der Shōgunatsregierung angesehen werden.
Nach dem Tod des 7. Shōgun Tokugawa Ietsugu im April 1716 wurde Yoshimune vom Ältestenrat und anderen zum Shōgun befördert. Danach wurde seine Regierung während seiner 30-jährigen Amtszeit allgemein als „Kyōhō-Reformen“  bezeichnet. Erstens entfernte er die früheren Helfer wie Manabe Akifusa und Arai Hakuseki aus dem Zentrum der Shōgunat-Regierung, zeigte eine Haltung des Respekts für die traditionelle Macht des Ältestenrats und der Fudai-Daimyō und vereinte die Menschen innerhalb des Shōgunats vor dem Hintergrund der Erwartungen Für politische Reformen von allen Seiten wurde die Führung des Shōgunats durch den Shōgun etabliert.
Seine aktiven Aktionen, die im Gegensatz zum vorherigen Shōgun standen, veränderten die Aufmerksamkeit der Gefolgsleute des Shōguns. Gleich nach seinem Amtsantritt gründete er ein Überwachungssystem namens „Oniwaban“ (御庭番) und richtete eine Führungsloge von 21 Personen ein, um den Shōgun bei seinen Bemühungen auf dem Laufenden zu halten. Das Sammeln von Informationen, beispielsweise durch die Institutionalisierung direkter Appelle, stärkte wirksam die Autorität des Shōguns. Darüber hinaus beförderte er Ōoka Tadasuke zum Stadtrichter von Edo und wählte andere Beamte der Finanz- und Zivilverwaltung mit der Durchführung von Reformen aus, doch im Jahr 1710 wurde der Erlass zu einem Mittel, um die Förderung der Humanressourcen zu erleichtern. Der Schwerpunkt der Reformmaßnahmen lag auf der Finanzreform: Erstens führte Yoshimune strenge Sparmaßnahmen durch, insbesondere Maßnahmen zur raschen Verringerung der Währungsmenge durch die Verbesserung und Vereinheitlichung der Münzen (Shōtoku- und Kyōhō-Gold und -Silber) und zweitens die Senkung des Konsums durch Nutzung der Kontrollmacht von Handelsverbänden von Kaufleuten und Handwerkern.

### Spätere Jahre
Im Jahr 1722 wurde Mizuno Tadayuki (水野 忠之; 1669–1731) zum Finanzvorstand ernannt. Diese begann mit einem umfassenden finanziellen Wiederaufbau, indem er die Feudalherren dazu zwang, 100 Koku Agemai (上米) für jeweils 10.000 Koku Territorium zu zahlen, um die unmittelbare Krise zu überbrücken. Während das neue Land bedeutende Ergebnisse erzielte Erhöhung der jährlichen Steuer durch die Erschließung von Reisfeldern, Reform des öffentlichen Inspektionsgesetzes, Anhebung des jährlichen Steuersatzes und Durchsetzung des Systems der festen Befreiungen.
Die Widersprüche traten jedoch in Form einer Rezession, sinkender Reispreise und der Forderungen der Landwirte nach jährlicher Steuerermäßigung und -befreiung zutage. So kam es 1732  vor allem an der Küste des Seto-Inlandsees  zu einer großen Hungersnot, der Kyōhō-Hungersnot. Im Januar des folgenden Jahres kam es in Edo zum ersten Mal zu einer Hungersnot. Daher wurde im Jahr 17936 die Währung illegal geprägt (Genbun-Gold und -Silber) und die Währung erhöht, um die Rezession abzumildern. Er wurde zum Rechnungsrichter ernannt, um die Finanzen erneut zu stärken, und die Situation stabilisierte sich für einen Monat während danach. Yoshimune interessierte sich auch für das Justizsystem und setzte sich für gerechtere und schnellere Gerichtsverfahren sowie für die Überarbeitung und Abschaffung grausamer Strafen ein. 1742 veröffentlichte er zum ersten Mal die öffentliche Zusammenstellung des „Kōjihō Goteijo“ (公事方御定書) und anderer Gesetze.
Yoshimune zeigte auch Interesse an praktischen und empirischen Studien, wie der Erforschung japanischer und chinesischer Rechtssysteme und der Sammlung klassischer und antiker Dokumente, und versuchte insbesondere, europäisches akademisches Wissen der Niederländer zu übernehmen. Die 1720 verhängte Beschränkungen für die Einfuhr der Übersetzung westlicher Bücher ins Chinesische wurde erleichtert. Darüber hinaus zielte er darauf ab, die soziale Ordnung durch Bildung für das einfache Volk aufrechtzuerhalten, und veröffentlichte 1721 „Rikuyu-engi Daii“ (六諭衍義大意) als Lehrbuch. Mit Hilfe Ōoka arbeitete er an der Reform der Stadtverwaltung von Edo, einschließlich Brandschutz, Armutsbekämpfung, Regulierung der Unterhaltung für Erwachsene und Preiskontrolle, was nicht übersehen werden darf. Zudem führte er mit dem Meyasubako ein System ein, mit dem die Bürger direkte Petitionen an ihn richten konnten. 1745 übergab er den Titel des Shoguns an seinen ältesten Sohn Ieshige. Yoshimune starb 1751. Sein posthumer buddhistischer Name ist „Yūtokuin“ (有徳院), sein Grab befindet sich im Tempel Kan’ei-ji im Stadtteil Ueno von Tokio.
| Personendaten    | Personendaten         |
| ---------------- | --------------------- |
| NAME             | Tokugawa, Yoshimune   |
| ALTERNATIVNAMEN  | 徳川 吉宗 (japanisch) |
| KURZBESCHREIBUNG | japanischer Shōgun    |
| GEBURTSDATUM     | 27. November 1684     |
| STERBEDATUM      | 12. Juli 1751         |